# رافاييل كالفيت
رافاييل كالفيت (بالفرنسية: Raphaël Calvet)‏ هو لاعب كرة قدم فرنسي في مركز الدفاع، ولد في 7 فبراير 1994 في أوكسار في فرنسا. شارك مع منتخب فرنسا تحت 16 سنة لكرة القدم ومنتخب فرنسا تحت 17 سنة لكرة القدم ومنتخب فرنسا تحت 18 سنة لكرة القدم ومنتخب فرنسا تحت 20 سنة لكرة القدم. أما مع النوادي، فقد لعب مع نادي أوكسير ونادي برينتفورد.

## وصلات خارجية
- رافاييل كالفيت على موقع الاتحاد الدولي (مؤرشف)  (الإنجليزية)
- رافاييل كالفيت على موقع الاتحاد الأوربي (الإنجليزية)
- رافاييل كالفيت على موقع رابطة كرة القدم الفرنسية للمحترفين (الإنجليزية)
- رافاييل كالفيت على موقع قاعدة بيانات كرة القدم.إي يو (الإنجليزية)
- رافاييل كالفيت على موقع Soccerbase.com (لاعب) (الإنجليزية)
- رافاييل كالفيت على موقع Soccerway.com (الإنجليزية)